# سوزان مودي
سوزان مودي (بالإنجليزية: Susan Moody)‏ (1940، أكسفورد في المملكة المتحدة)؛ روائية بريطانية.